# The Wanted
«The Wanted» (в перекладі з англ. «Розшукувані») — британсько-ірландський бой-бенд, заснований у 2009 році.

## Історія

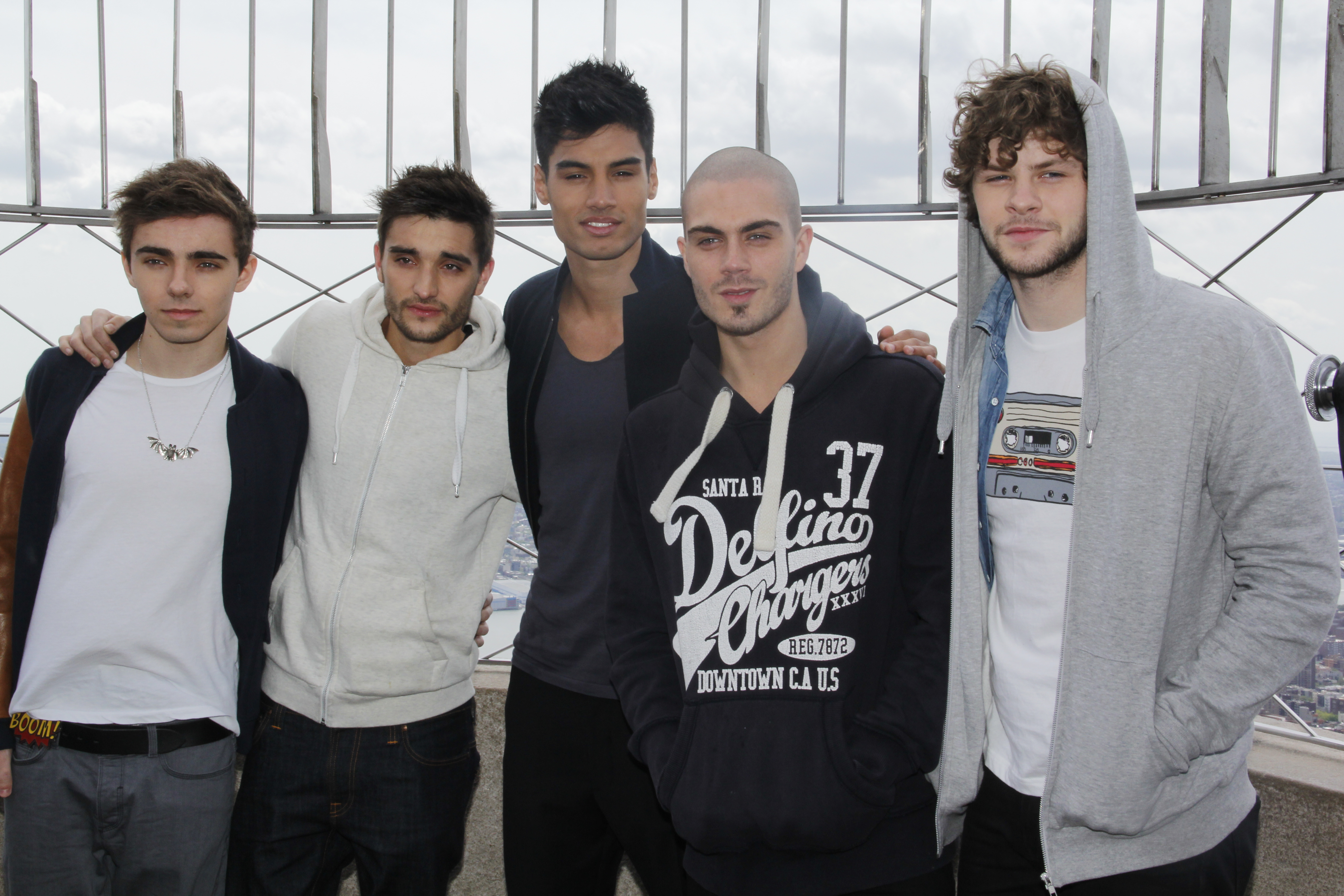
«The Wanted» на Емпайр-Стейт-Білдінг (Нью-Йорк, квітень, 2012)

«The Wanted» поп-квінтет в Лондоні,  який розпочав свою діяльність у 2009 році під керівництвом Джейн Коллінз, яка раніше організувала гурт  «The Saturdays». Учасники  були зібрані шляхом участі в масовому прослуховуванні в 2009 році.
Перший свій сингл "All Time Low" був створений під керівництвом Стіва Мака, а також під керівництвом співавторів Уейна Гектора і Еда Дреуетт. Вони дебютували з цим синглом, який вийшов в липні 2010 року, і досяг 1 місця в Сполученому Королівстві (Велика Британія). Незабаром «The Wanted» почали працювати над своїм дебютним альбомом з продюсером Гаєм Чамберсом (Guy Chambers), Тайо Крузом (Taio Cruz) і Стівом Маком (Steve Mac). 
«The Wanted» працювали за контрактом, підписаним з лейблами  Island Records та Mercury Records.
Їх дебютний альбом, The Wanted, вийшов  25 жовтня 2010 року і досягнув  4-ї позиції у Великій Британії. Дебютний сингл "All Time Low" досягнув  1-ї позиції в чартах Великої Британії, "Heart Vacancy" досягнув  2-ї позиції, а "Lose My Mind" 19-ї. У Британії  альбом став платиновим.
Другий студійний альбом, Battleground, вийшов у світ 4 листопада 2011 року і досягнув  5-го рядка в чартах Великої Британії та 4-го  в чартах Ірландії. Перший сингл "Gold Forever" вийшов на допомогу благодійній організації Comic Relief і досягнув  3-ї позиції UK Singles Chart. Їх другий хіт №1, "Glad You Came", очолював чарт синглів Великої Британії протягом двох тижнів, а в Ірландії —  5-ти тижнів. Третій і четвертий сингли "Lightning" та "Warzone" у  Великій Британії стали хітами №2 і №21 відповідно.
З 2012 року гурт став популярним в усьому світі, особливо  в США і  Канаді, продавши  3 мільйони копій пісні "Glad You Came". Завдяки цьому вони потрапили в Billboard Hot 100. При цьому, їх другий сингл "Chasing The Sun"  став другим в чарті Billboard і першим в чарті Hot Dance Club Songs.
В 2014 році учасники оголосили про перерву діяльності «The Wanted» заради сольної творчості, але в майбутньому пообіцяли повернутися до співпраці.

## Учасники

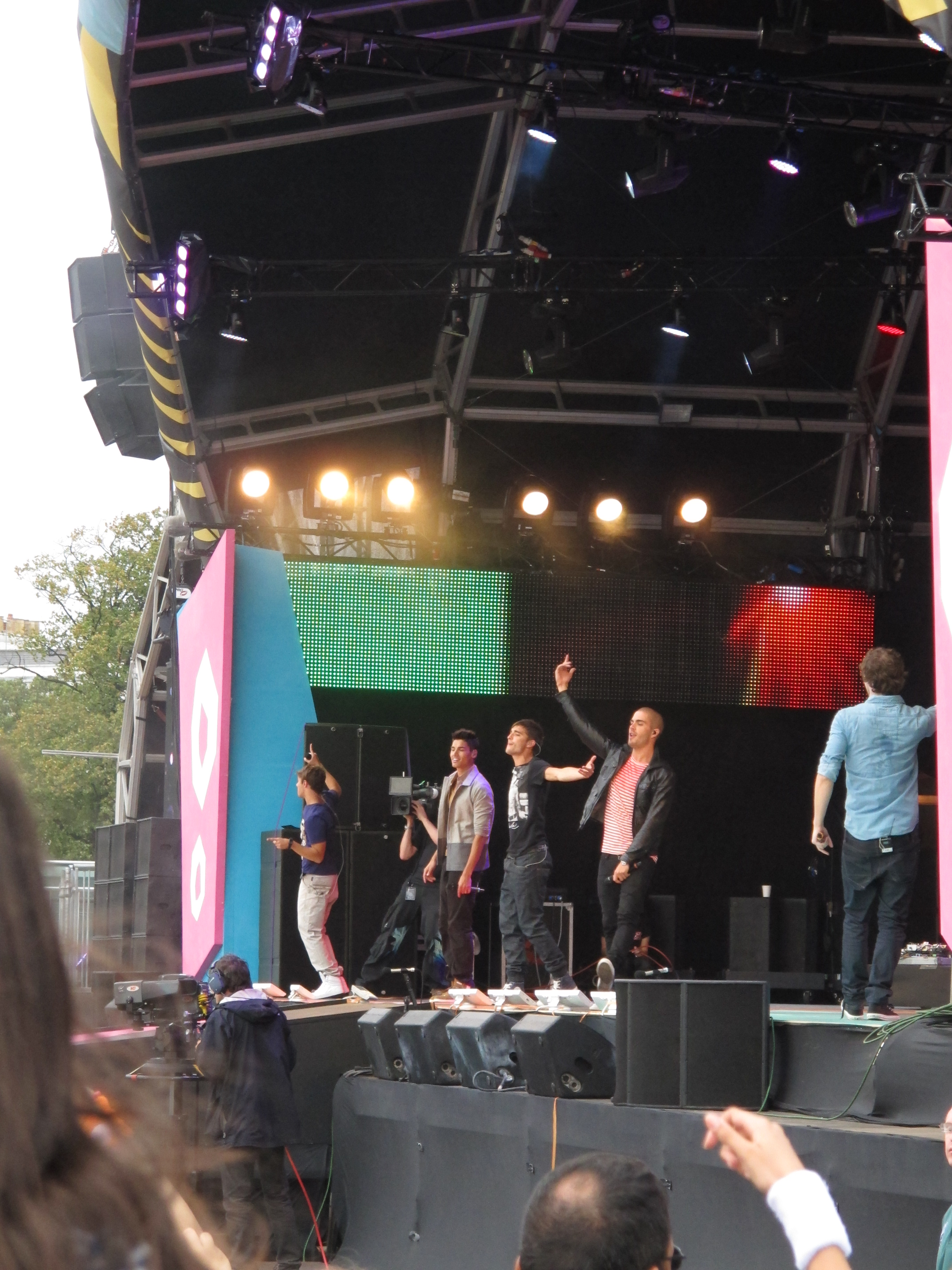
«The Wanted» на концерті (2011 рік).

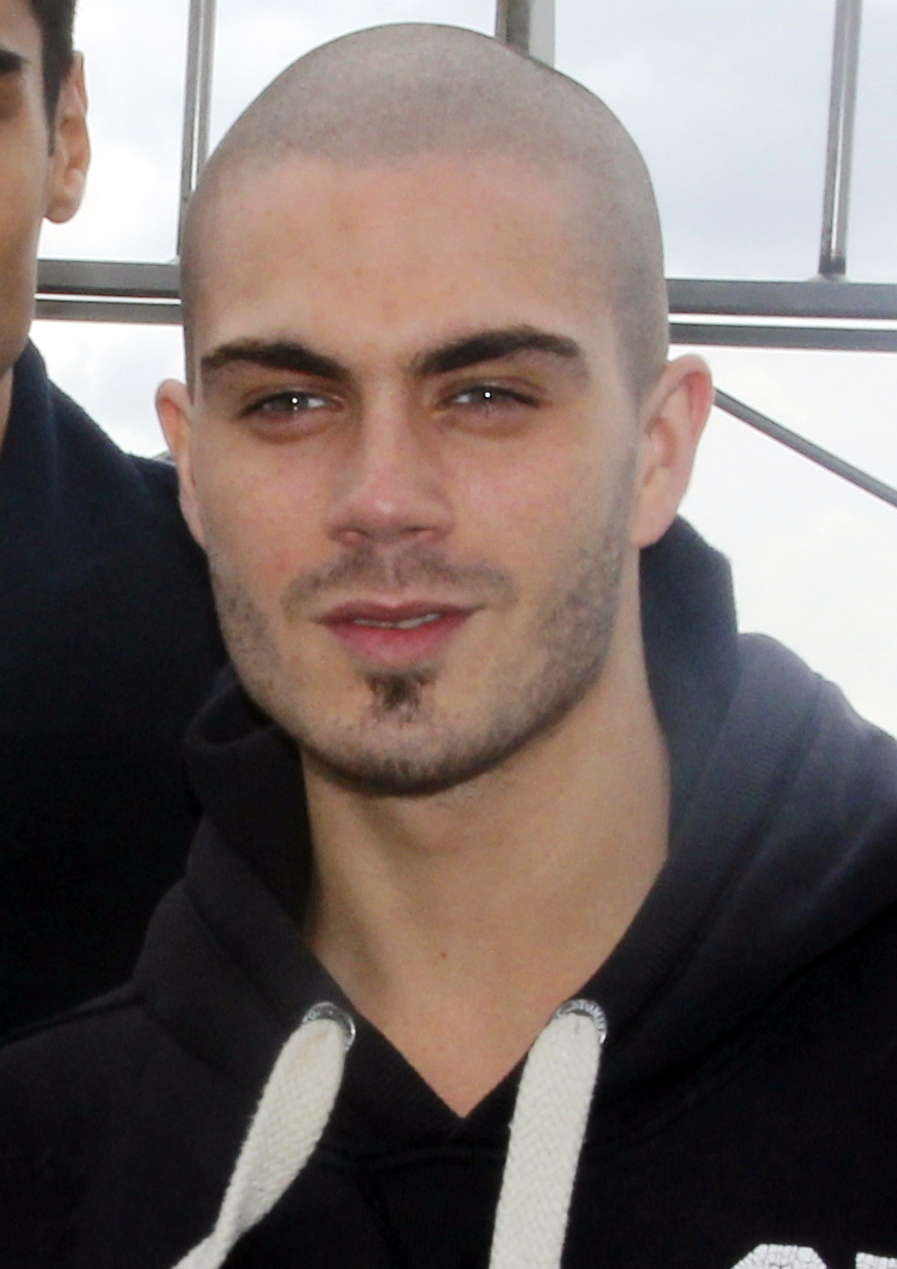
Макс Джордж (англ. Max George)
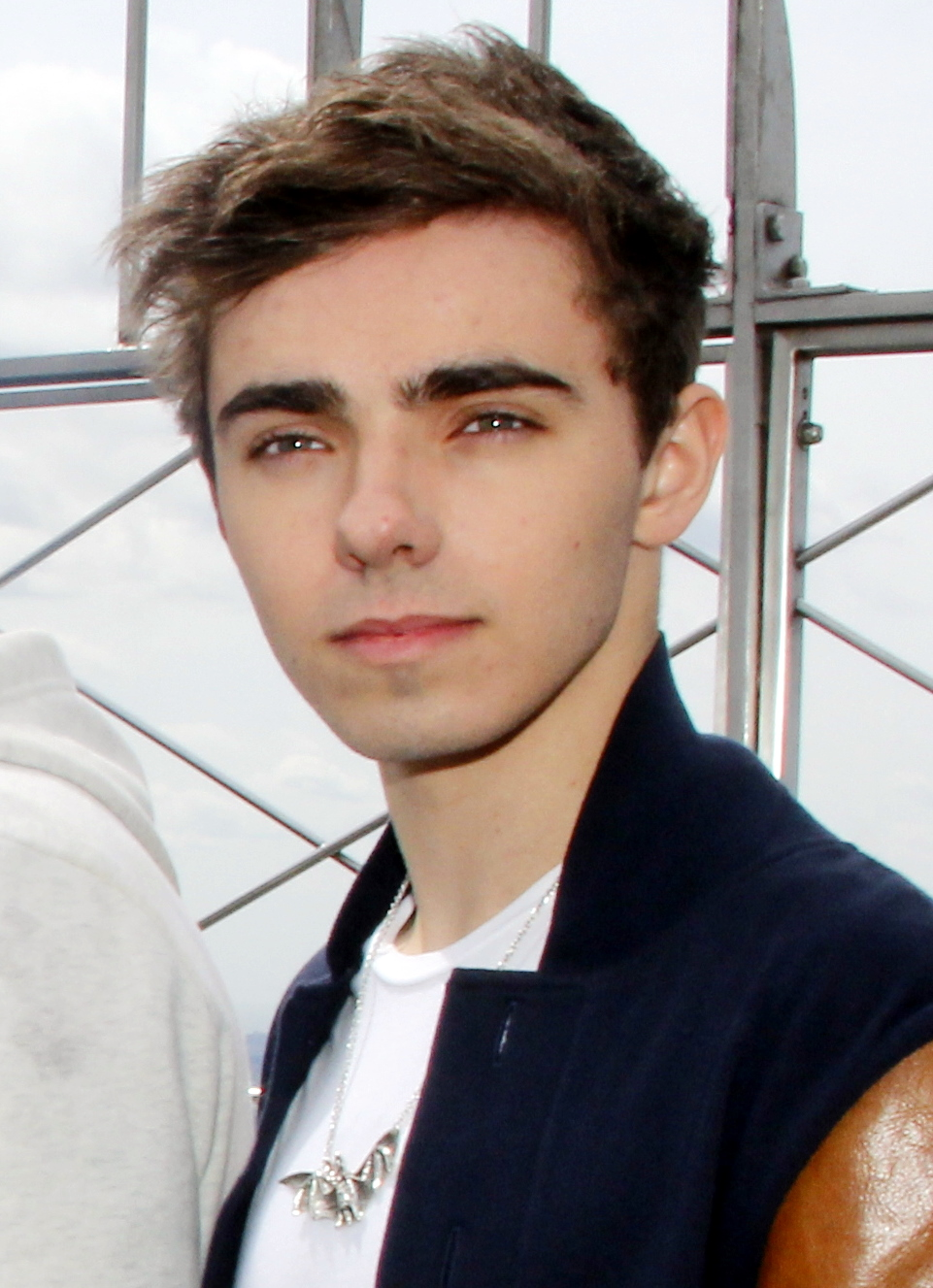
Нейтан Сайкс (англ. Nathan Sykes)
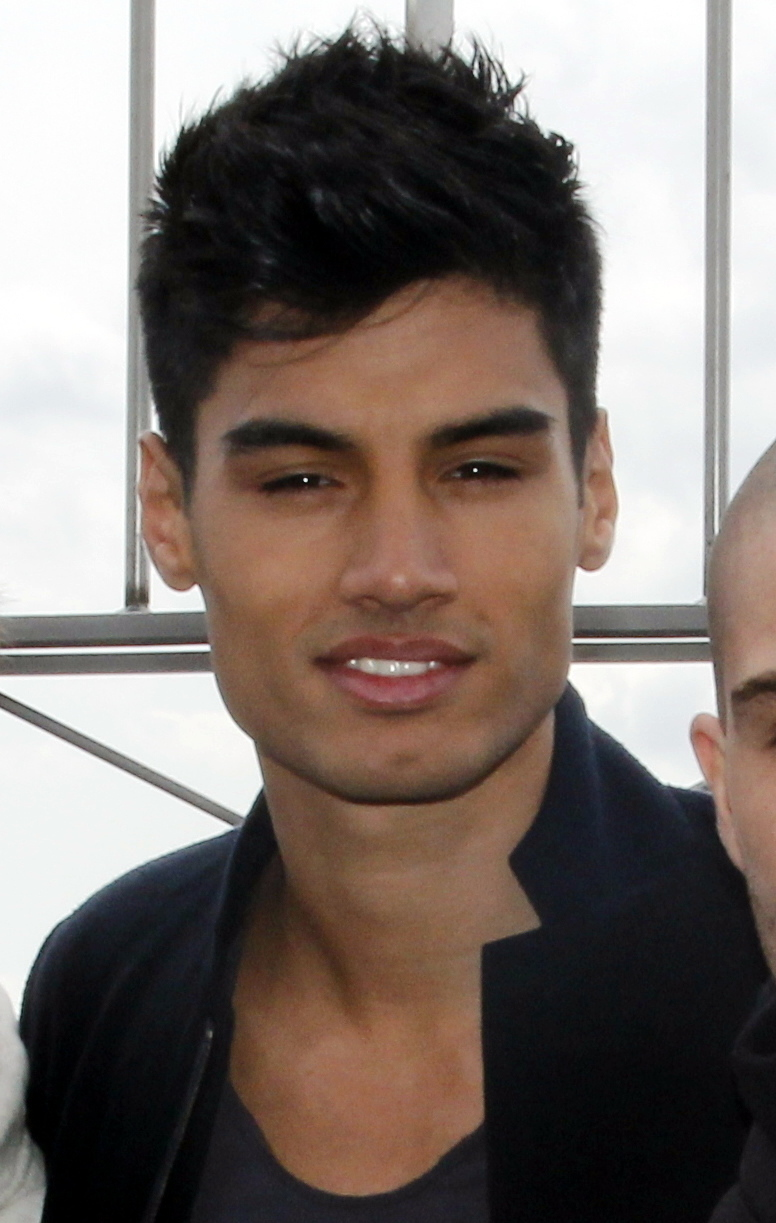
Сіва Канесваран (англ. Siva Kaneswaran)
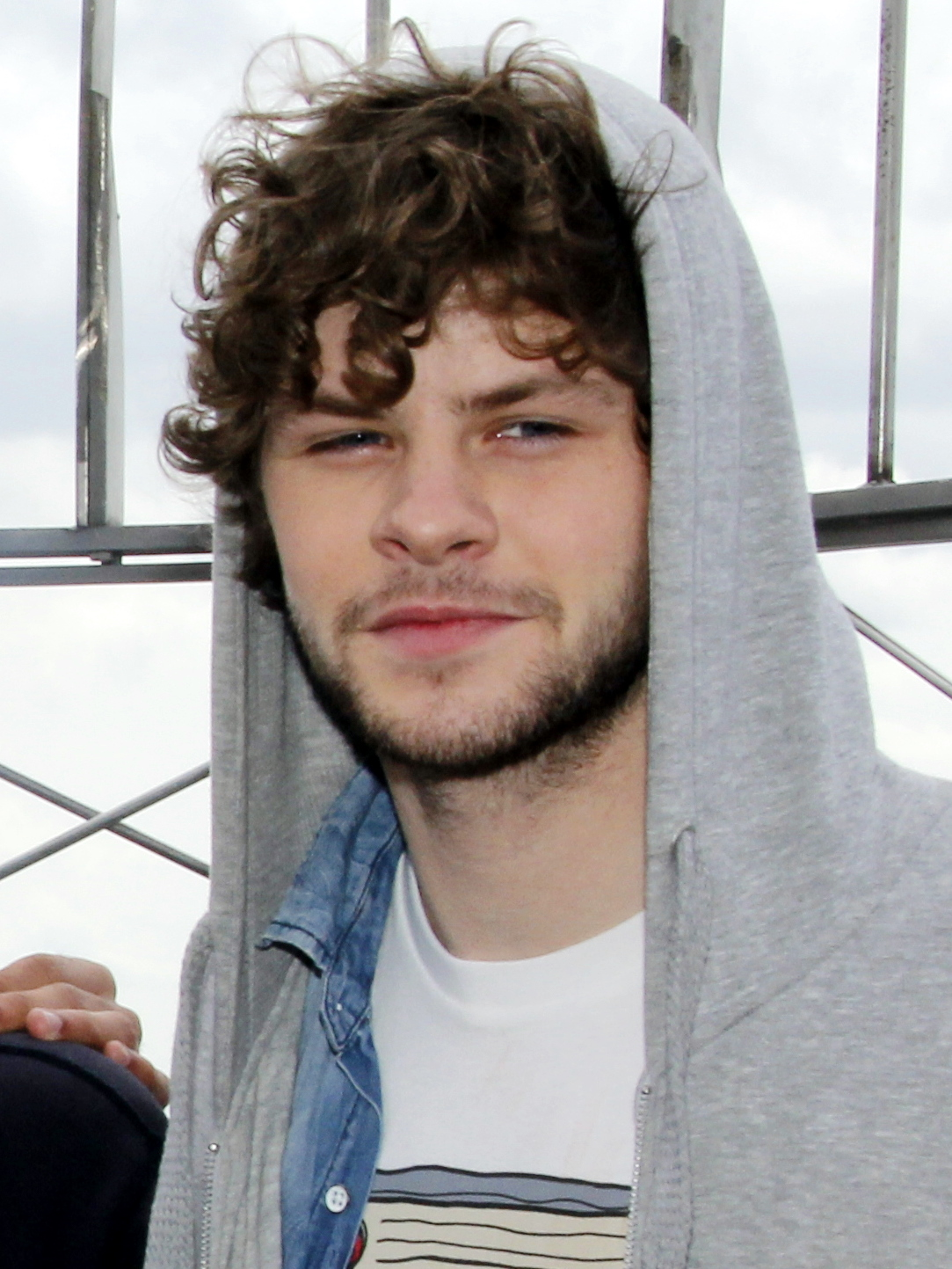
Джей МакГінесс (англ. Jay McGuiness)
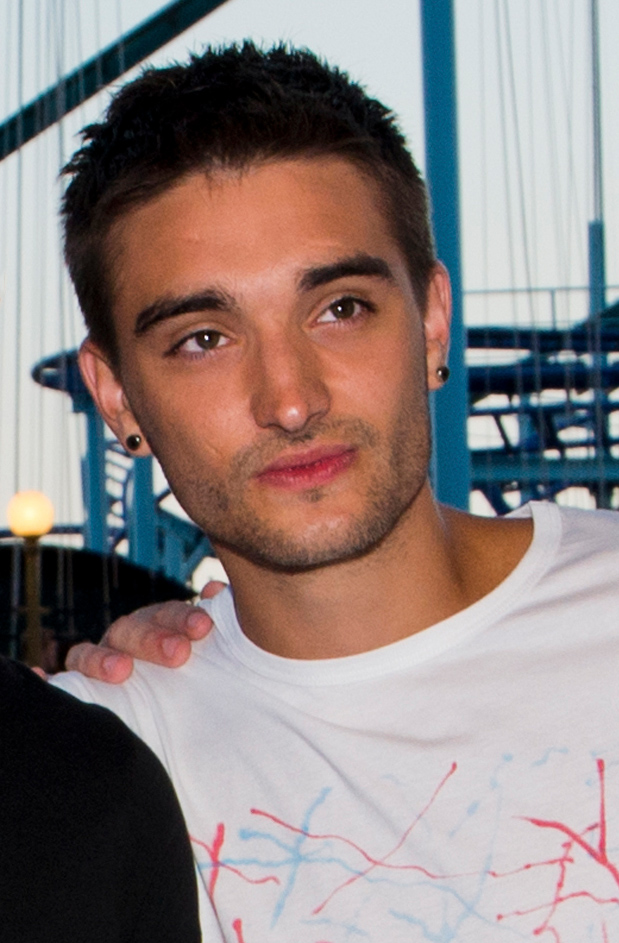
Том Паркер (англ. Tom Parker)

## Дискографія
| Студійні альбоми - The Wanted (2010) - Battleground (2011) - Third Strike (2013) | Міні-альбоми (EP) - The Wanted (EP) (2012) |

## Сингли
- All Time Low (2010)
- Heart Vacancy (2010)
- Lose My Mind (2010)
- Personal Solidar (2010)
- Gold Forever (2011)
- Glad You Came (2011)
- Lightning (2011)
- Warzone (2011)
- Chasing the Sun (2012)
- I Found You (2012)
- Walks Like Rihanna (2013)
- We Own the Night (2013)
- Show Me Love (America) (2013)
- Glow in the Dark (2014)